# Gerhard Strate

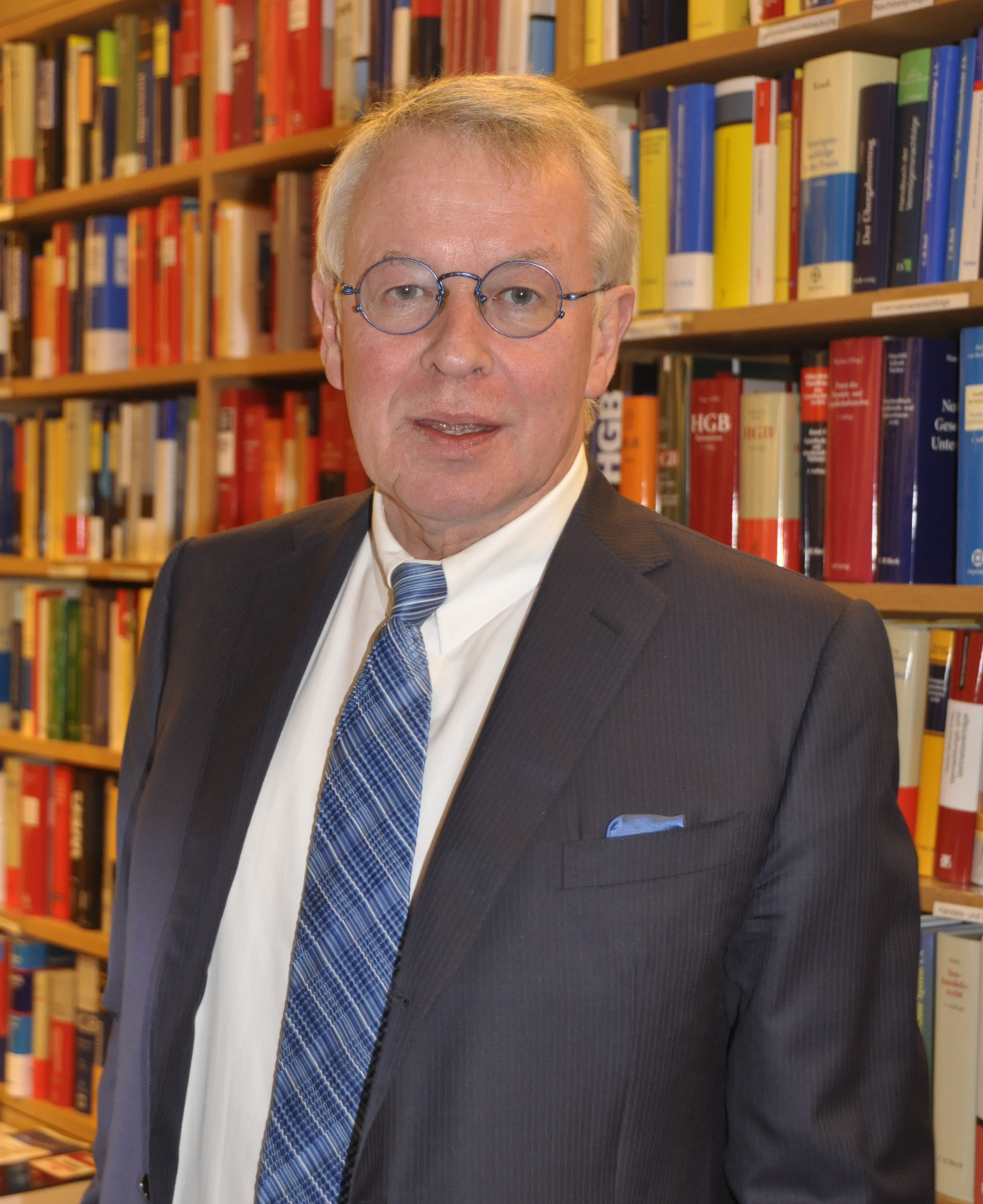
Gerhard Strate (2014)

Gerhard Strate (* 24. Februar 1950 in Zella-Mehlis) ist ein deutscher Rechtsanwalt und Strafverteidiger und Mitglied des Verfassungsrechtsausschusses der Bundesrechtsanwaltskammer. Er befasst sich neben der Verteidigung in Strafsachen besonders mit Verfassungsbeschwerden und Wiederaufnahmeverfahren.

## Werdegang und Tätigkeiten
Strate wurde geboren in Thüringen als Sohn eines Ingenieurs, wuchs aber in Hamburg auf. Er besuchte das Otto-Hahn-Gymnasium in Geesthacht, studierte Anfang der 1970er Jahre an der Universität Hamburg und war Mitglied des Kommunistischen Studentenverbandes (KSV). 1978 legte er das zweite juristische Staatsexamen ab und begründete den Informationsbrief Ausländerrecht. Von 1978 bis 1979 war er wissenschaftlicher Referent am Max-Planck-Institut für ausländisches und internationales Privatrecht. 1979 wurde er in Hamburg als Rechtsanwalt zugelassen. In den ersten anderthalb Jahren ihres Bestehens war er Mitglied der Redaktion der Zeitschrift Strafverteidiger (StV), deren Beirat er bis heute angehört. Seit 1985 betreibt er eine Kanzlei mit Klaus Ulrich Ventzke. Der Kanzlei angegliedert ist die von Strate herausgegebene Website hrr-strafrecht.de, die aus der Online-Zeitschrift HRRS (Höchstrichterliche Rechtsprechung im Strafrecht) und einer Rechtsprechungsdatenbank besteht.
Strate war von 1987 bis 2001 Mitglied im Strafrechtsausschuss des Deutschen Anwaltvereins. Seit 1989 ist er Mitglied im Vorstand der Hanseatischen Rechtsanwaltskammer und hatte dort von 1999 bis 2002 das Amt des Vizepräsidenten inne. 2007 folgte er einer Berufung in den Verfassungsrechtsausschuss der Bundesrechtsanwaltskammer.
Strate versteht sich als 68er und als Verteidiger eines liberalen Rechtsstaats. Bekannte Mandanten Strates waren Monika Böttcher, die Hamburger Kiez-Größe Burim Osmani, der Terrorist Mounir al-Motassadeq und der Unternehmer Alexander Falk. 1987 erreichte er mit einem als „außerordentliche Leistung“ beschriebenen Antrag ein Wiederaufnahmeverfahren für den wegen Kindesmissbrauchs und Mordes verurteilten Holger Gensmer, der dadurch nach 16 Jahren unrechtmäßiger Haft schließlich freigesprochen wurde. Er vertritt den 2011 wegen Doppelmordes zu lebenslanger Haft verurteilten Andreas Darsow. Strate hat drei Wiederaufnahmeverfahren von Schwurgerichtsfällen betrieben, von insgesamt acht seit Bestehen der Bundesrepublik (Stand ca. 2001).
Infolge der Finanzkrise ab 2007 engagierte sich Strate gegen Verantwortliche, indem er, zumeist ohne Auftrag, Strafanträge gegen führende Bankmanager erarbeitete und einreichte. Z. B. erfolgte auf eine Anzeige von ihm eine Anklage der Hamburger Staatsanwaltschaft gegen die ehemaligen Vorstandsvorsitzenden der HSH Nordbank Dirk Jens Nonnenmacher und Hans Berger. Insgesamt waren ungefähr 80 Personen bundesweit von seinen Strafanzeigen betroffen. Als die Angeklagten in einem bundesweit aufsehenerregenden Prozess vor dem Landgericht Hamburg, der von der Journalistin Dani Parthum in einem Buch dokumentiert wurde, am 9. Juli 2014 zunächst freigesprochen wurden, legte die Staatsanwaltschaft dagegen Revision ein. Am 12. Oktober 2016 hob der 5. Strafsenat des Bundesgerichtshofes das Urteil auf und verwies die Sache an eine andere Wirtschaftsstrafkammer des Landgerichts Hamburg zurück, weswegen der Fall von Beginn an neu aufgerollt werden musste. Im Juni 2019 wurde der Prozess schließlich gegen Auflagen (Zahlung von insgesamt 4,85 Millionen Euro Geldbußen) eingestellt.
Am 26. Mai 2011 diskutierte er bei Maybrit Illner mit anderen das Thema Der Fall Kachelmann – Schon jetzt ein Justizskandal? und ebenfalls bei Maybrit Illner am 7. Juli 2011 zum Thema Sex und mächtige Männer.
Im November 2012 legte Strate ein Gutachten vor, das er im Auftrag der Freien Wähler Bayern über den Fall Gustl Mollath erstellt hatte, und erhob dabei schwere Vorwürfe gegen die bayerische Justiz. Kurz darauf übernahm er ein Mandat für Mollath mit dem Ziel einer Wiederaufnahme des Verfahrens. Am 6. August 2013 ordnete das Oberlandesgericht Nürnberg aufgrund eines parallel gestellten Antrags der Staatsanwaltschaft Regensburg die Wiederaufnahme an. Kurz danach stellte Strate in Absprache mit seinem Mandaten die psychiatrischen Gutachten, die zu dessen Unterbringung geführt hatten, auf seine Website.
In diesem pro bono übernommenen Mandat für Gustl Mollath dokumentierte Strate außerdem den kompletten Verfahrensgang mit Originalschriftsätzen und Beschlüssen der Gerichte und ließ auf eigene Kosten Mitschriften sämtlicher Verhandlungstage der Hauptverhandlung vom 7. Juli bis 14. August 2014 anfertigen, die er ebenfalls jeweils zeitnah auf seiner Seite veröffentlichte. Auch dieses Wiederaufnahmeverfahren gewann Strate: Mollath wurde überwiegend wegen fehlender Nachweisbarkeit aus tatsächlichen und in einem Punkt (bzgl. einer gefährlichen Körperverletzung) wegen nicht ausschließbarer Schuldunfähigkeit aus rechtlichen Gründen freigesprochen; die hiergegen gerichtete Revision Mollaths zum Bundesgerichtshof blieb erfolglos (BGH 1 StR 56/15). Mollath erwirkte Anspruch auf Entschädigung für seine siebeneinhalb Jahre andauernde unrechtmäßige Unterbringung in der Psychiatrie.
2014 vertrat Strate Carsten Maschmeyer im Streit gegen die Schweizer Bank J. Safra Sarasin, was u. a. zu einer Großrazzia – auch in der Schweiz – und zum Rücktritt Eric Sarasins von seinen Bankämtern führte.
Strate vertrat den Volkswagen-Patriarchen Ferdinand Piëch seit Anfang 2017 wegen möglicher Verstrickungen in den Skandal um manipulierte Abgaswerte bei Diesel-Motoren des VW-Konzerns. In Sachen AfD-Parteispendenaffäre vertrat er Alice Weidel, Fraktionsvorsitzende der AfD im Deutschen Bundestag. Das Ermittlungsverfahren wurde am 20. September 2021 eingestellt, da kein hinreichender Tatverdacht bestehe.
Gerhard Strate gehörte von 2012 bis 2017 zu einer privaten Ermittlungsgruppe um Wolfgang Sielaff, dem ehemaligen Leiter des Landeskriminalamts Hamburg, dessen Schwester Birgit Meier im Sommer 1989 verschwunden war. Der Gruppe gelang nicht nur die endgültige Aufklärung des an ihr verübten Mordes, sie barg außerdem am 29. September 2017 im früheren Haus des Mörders den in einer Kraftfahrzeuggrube unter Zement vergrabenen Leichnam der Vermissten.
In einem Beitrag der Neuen Juristischen Wochenschrift schätzte Strate 2017 den Rahmenbefehl zum Polizeieinsatz während des G20-Gipfel in Hamburg 2017 als verfassungswidrig ein.
Im Januar 2018 wurde der Vorschlag, Strate den Verdienstorden der Bundesrepublik Deutschland zu verleihen, vom Hamburger Senat abgelehnt.
Strate arbeitet mit der Gesellschaft für Freiheitsrechte zusammen und legte 2018 für diese Verfassungsbeschwerde gegen den Einsatz sog. Staatstrojaner ein, mit deren Hilfe Online-Durchsuchungen möglich werden.
Am 26. Februar 2020 erreichte Strate als Vertreter des Schweizer Vereins Dignitas gemeinsam mit vier weiteren Klägern in einem dreijährigen Verfahren die Nichtigerklärung des § 217 StGB durch das Bundesverfassungsgericht.
Am 15. Februar 2022 erstattete Strate Strafanzeige gegen Bundeskanzler Olaf Scholz und den Hamburger Bürgermeister Peter Tschentscher wegen des Cum-Ex-Skandals. Die Staatsanwaltschaft lehnte einen Monat später die Eröffnung beider Ermittlungsverfahren ab.
Als Verteidiger des Cum-Ex-Kronzeugen Kai-Uwe Steck erwirkte Strate 2025 eine Bewährungsstrafe, die weit hinter der Forderung der Staatsanwaltschaft zurückblieb, welche für eine Gefängnisstrafe von drei Jahren und acht Monaten plädiert hatte.

## Veröffentlichungen
- mit Reinhard Marx & Victor Pfaff: Asylverfahrensgesetz. Kommentar. 2., erw. Aufl. Metzner, Frankfurt 1987, ISBN 3-7875-5338-X (mit Reinhard Marx: 1. Aufl. 1982, ISBN 3-7875-5304-5).
- Der einundzwanzigste Tag des Mariotti-Prozesses. Zum Gedenken an Generalstaatsanwalt Ernst Buchholz. In: Jan Albers, Klaus Asche, Jürgen Gündisch, Hans-Joachim Seeler & Werner Thieme (Hrsg.): Recht und Juristen in Hamburg. Bd. 1. Heymann, Köln 1994, ISBN 3-452-23025-2, S. 153–160
- mit Christoph Sowada: Praxis der Strafverteidigung: „Der Mord ohne Leiche“. Seminar im Wintersemester 2003/2004 an der Universität Rostock. Hrsg. von Bernd Hüpers. Institut für Anwaltsrecht, Rostock-Warnemünde 2004, ISBN 3-86009-284-7.
- Der Fall Mollath: Vom Versagen der Justiz und Psychiatrie. Orell Füssli Verlag, Zürich 2014, ISBN 978-3-280-05559-5.

## Ehrungen
2003 verlieh ihm die Juristische Fakultät der Universität Rostock die Ehrendoktorwürde für seine wissenschaftlichen Leistungen und sein didaktisches Engagement.
2014 wurde Strate als Ehren-Schleusenwärter ausgezeichnet.